# Parque Alijadores
El Parque Alijadores era un parque de béisbol que estaba localizado en la ciudad de Tampico, Tamaulipas, México. Albergó béisbol de la Liga Mexicana de 1937 a 1979.

## Construcción
El estadio fue construido de madera con capacidad para 7,000 aficionados y fue inaugurado en 1927 entre dos juegos con un equipo de San Antonio, Texas, siendo casa de los Alijadores de Tampico en sus dos etapas en la liga.  Las gradas del parque estaban separadas en dos secciones, al frente, separados por una barda, unos asientos de hierro colado fijados al piso, que era el área preferente; y los en la parte posterior a preferente, separados por un pasillo, los de entrada general, en los que el público se sentaba en directamente en el piso de las gradas de madera.
El parque tenía la peculiaridad de que era atravesado por las vías del ferrocarril en los jardines, por lo que el partido se tenía que suspender cuando el ferrocarril anunciaba su paso. Esto fue difundido internacionalmente en Aunque Usted No lo Crea (Believe it or not) de Ripley como el único parque de baseball en el mundo donde se jugaba baseball profesional que interrumpía sus juegos mientras pasaba la máquina arrastrando carros de ferrocarril.

## Reconstrucción
En 1955 el estadio fue destruido por el paso de los efectos acumulados de tres huracanes, Gladys, Hilda y Janet , que inundaron la zona de la isleta Pérez, donde confluían el Río Panuco, el Canal de la Cortadura, y el antiguo lecho del Río Tamesí. Este fue reconstruido parcialmente y así operó como casa de los Alijadores de Tampico de la Liga Central, hasta antes del regreso de la Liga Mexicana de Baseball por lo que fueron construidas nuevas gradas de concreto, en forma similar a un Camello, con altibajos en las partes altas, y le decían el Camello de la Isleta Pérez. El Camello tenía butacas metálicas fijadas sobre los escalones de las gradas de concreto, una malla flexible detrás de home, que sustituía a la malla metálica tipo mallacorla del antiguo parque de madera, protegía a los aficionados de los batazos de foul. Existía un pasillo que dividía el área de butacas de las gradas de General, en las cuales el público se sentaba directamente en el concreto.
Durante esta segunda etapa, a partir de 1971, existían dos vendedores famosos, el más famoso era Porfirio, que ofrecía cacahuates fritos en bolsita de papel encerado, y los ofrecía a tres por el peso, es decir a tres bolsitas por un peso, o si comprabas una sola te costaba cincuenta centavos; pero no solo era un gran vendedor, sino quizá el mayor animador del equipo; organizaba porras a los Alijadores, y si la porra era biena, aventaba paquetitos gratis de cacahuates al público de la zona en donde había organizado la porra. En su honor se compuso una canción que se usaba como tema antes de los partidos, esta se llama el cacahuatero, interpretado por la Sonora Tropical Famosa (aún se puede escuchar a través de Spotify). El otro vendedor era la Gallina o Gallinita, que vendía periódicos y las revistas Hit y Super hit, y tenía su puesto durante el día un lado de la tienda de deportes la Sonora; sin embargo la publicación con que se le asociaba era un diario deportivo de la Capital, y recorría las tribunas gritando ovaciones, ovacioneeeeeeeeeees, masticando chicle con la boca abierta, y haciendo un tronido característico, mientras el público a su alrededor le chiflaba porque estorbaba la visión del juego.
Aunque en 1975 los Alijadores se coronaron campeones de la Liga Mexicana de Béisbol ante los Cafeteros de Córdoba, el partido final se jugó en la sede de los Cafeteros de Córdoba, el Beisborama.
Los Alijadores jugaron en este parque hasta la temporada de 1979, en 1983 regresó un equipo a la ciudad con el nombre de Astros de Tamaulipas pero jugaron en el Estadio Ángel Castro.